# Bahmut (stație c.f.), Călărași
Bahmut este un sat-stație de cale ferată din cadrul comunei Bahmut din raionul Călărași, Republica Moldova.

## Geografie
Distanța directă pîna în or. Călărași este de 26 km. Distanța directă pîna în or. Chișinău este de 92 km.

## Demografie
La recensămîntul din anul 2004,  populația satului constituia 741 de oameni, dintre care 361 - bărbați și 380 - femei.

### Structura etnică
Structura etnică a localității conform recensământului populației din 2004:
| Grup etnic                           | Populație | % Procentaj |
| ------------------------------------ | --------- | ----------- |
| Băștinași declarați Moldoveni/Români | 715       | 96,49%      |
| Ucraineni                            | 10        | 1,35%       |
| Ruși                                 | 14        | 1,89%       |
| Polonezi                             | 1         | 0,13%       |
| Altele                               | 1         | 0,13%       |
| Total                                | 741       | 100%        |